# Kurt Angle
Kurt Steven Angle (Mount Lebanon, 9 de dezembro de 1968) é um ex-lutador profissional, ex-amador e ator estadunidense que trabalhava para a WWE. Ele também ficou conhecido por sua passagem na Impact Wrestling (TNA), além de ser o único lutador profissional a conquistar uma medalha de ouro olímpica.
Angle envolveu-se em luta livre amadora durante seu tempo no colégio e faculdade. Na Clarion University of Pennsylvania, ele foi duas vezes campeão da I Divisão da National Collegiate Athletic Association. Após se formar, ele conquistou uma medalha de ouro em luta livre olímpica nos World Wrestling Championships de 1995. Angle competiu nos Jogos Olímpicos de Verão de 1996 em Atlanta, Geórgia, novamente conquistando uma medalha de ouro em luta livre olímpica dos pesos-pesados. Ele é uma das quatro pessoas a completar o Grand Slam em luta livre amadora (júnior nacionais, NCAAs, World Championships e Olimpíadas).
Após inicialmente recusar uma oferta da World Wrestling Federation (WWF), Angle assinou um contrato em 1998, estreando em março. Sua primeira grande vitória na WWF aconteceu em fevereiro de 2000, com ele conquistando o Campeonato Europeu e o Campeonato Intercontinental ao mesmo tempo. Alguns meses depois, ele venceu o torneio King of the Ring e, pouco tempo depois, conquistou o Campeonato da WWF. Ele competiu em lutas importantes até agosto de 2006, quando deixou a WWE. Durante sua carreira na WWE, Angle se tornou seis vezes campeão mundial, conquistando quatro vezes o Campeonato da WWF/WWE, uma vez o Campeonato Mundial dos Pesos-Pesados e uma vez o Campeonato Mundial dos Pesos-Pesados da WCW. Além disso, Angle ganhou o Campeonato dos Estados Unidos, Campeonato Intercontinental, Campeonato Europeu, Campeonato Hardcore e Campeonato de Duplas da WWE uma vez cada. Em adição ao torneio King of the Ring de 2000, Angle foi o décimo Campeão da Tríplice Coroa e quinto Campeão do Grand Slam. Ele é um dos três lutadores (Edge e Big Show sendo os outros) a ter conquistado todos os títulos atualmente ativos da WWE.
Após deixar a WWE, Angle foi contratado pela Total Nonstop Action Wrestling (TNA), onde ganhou cinco vezes o Campeonato Mundial dos Pesos-Pesados da TNA, duas vezes o Campeonato Mundial de Duplas da TNA e uma vez o Campeonato da X Division, sendo o segundo Campeão da Tríplice Coroa da TNA. Enquanto na TNA, sua esposa Karen passou a acompanhá-lo ao ringue. Angle fez aparições na New Japan Pro Wrestling (NJPW) e Inoki Genome Federation (IGF), onde conquistou o Campeonato dos Pesos-Pesados da IWGP.
Angle é o único lutador da história que se tornou Campeão da Tríplice Coroa na WWE e na TNA. Ele é o primeiro homem a ter conquistado os Campeonatos da WWE, WCW, TNA, IWGP e Mundial dos Pesos-Pesados. Angle também venceu suas vezes a luta King of the Mountain, em 2007 e 2009, no evento Slammiversary, tornando-se o único lutador a ter vencido o King of the Ring (WWE) e o King of the Mountain (TNA). Entre a WWE, TNA e o Japão, Angle conquistal 12 campeonatos mundiais e 20 títulos em geral. Em 2010, o Wrestling Observer Newsletter nomeou Angle o Lutador da Década dos anos 2000, e em 2013 ele foi o segundo lutador a fazer parte do Hall da Fama da TNA e ingressou no WWE Hall of Fame em 2017.

## Luta livre amadora
Angle começou sua carreira na luta amadora aos seis anos de idade. Ele estudou na Mt. Lebanon High School, onde foi reconhecido como um excelente jogador de futebol americano e luta amadora, sendo um All-State linebacker. No time de calouros de luta no colégio, Angle nunca foi derrotado, se qualificando para o torneio estadual em seu primeiro ano. Angle ficou em terceiro lugar na competição estadual como um júnior e venceu o torneio da Pensilvânia  em 1987 como sênior.
Após se formar no colégio, Angle passou a estudar na Clarion University of Pennsylvania, onde continuou a luta amadora. Ele foi duas vezes campeão da National Collegiate Athletic Association Division I, vice-campeão nacional em 1991 e três vezes NCAA Division I All-American. Em adição, Angle foi o campeão da divisão USA Junior Freestyle de 1987, duas vezes campeão da divisão USA Senior Freestyle e uma vez campeão da 1988 USA International Federation of Associated Wrestling Styles Junior World Freestyle.
Após se formar, Angle continuou a lutar. Em 1995, ele conquistou uma medalha de ouro nos FILA Wrestling World Championships em Atlanta, Geórgia. Após esta vitória, Angle começou a se preparar para os Jogos Olímpicos de Verão de 1996 com Dave Schultz como treinador no Pennsylvanian Foxcatcher Club, treinando entre oito e dez horas por dia. Em janeiro de 1996, pouco tempo após Angle começar a treinar, Schultz foi assassinado por John Eleuthère du Pont, seu patrocinador. Como resultado, Angle deixou o time Eleuthère du Pont, buscou novos patrocinadores e se uniu ao Dave Schultz Wrestling Club em homenagem ao seu ex-treinador.
Durante os testes para o time olímpico estadunidense, Angle sofreu uma séria lesão no pescoço, fraturando duas vértebras cervicais e criando duas hérnias no disco intervertebral. Mesmo assim, Angle foi aprovado nos testes e passou cinco meses reabilitando-se. Angle competiu nas Olimpíadas, utilizando diversas injeções para redução de dor nos pescoços. No outono de 2006, Angle afirmou que temporariamente se viciou em Vicodin analgésico após lesionar seu pescoço. Ele ganhou uma medalha de ouro na classe dos pesos-pesados (90–100 kg; 198–220 lb), derrotando o iraniano Abbas Jadidi por decisão dos juízes após um empate de um-a-um após oito minutos de luta.
Logo após esta vitória, Angle recusou uma oferta de contrato da World Wrestling Federation (WWF). No mesmo ano, ele se tornou garoto-propaganda da Protos Foods, criadores da OSTRIM, uma empresa especializada em carne de avestruz.
Em abril de 2011, Angle revelou que planejava retornar à luta amadora para os Jogos Olímpicos de Verão de 2012 em Londres. Foi anunciado em abril de 2012 que Angle não poderia fazer parte dos testes para o time estadunidense de luta por conta de uma lesão no joelho.

## Luta profissional

### Extreme Championship Wrestling (1996)
Em 26 de outubro de 1996, Angle foi convencido por Shane Douglas a participar das gravações do evento High Incident da Extreme Championship Wrestling (ECW). Ele atuou como comentarista em uma luta entre Taz e Little Guido, mas deixou a arena quando Raven "crucificou" The Sandman ao prendê-lo em uma cruz com arame farpado. Angle, chocado pela controvérsia do segmento e assustado pelos danos à sua carreira se o ligassem ao incidente, ameaçou processar o dono da ECW, Paul Heyman, se fosse mostrado na televisão no mesmo programa que o segmento.
Em 1997, após o incidente, Angle trabalhou por um ano como comentarista esportivo na WPGH-TV, afiliada da Fox em Pittsburgh.

### World Wrestling Federation / Entertainment (1998—2006)

#### Estreia e campeão eurocontinental (1998—2000)
Em outubro de 1998, Angle começou sua carreira na luta profissional ao assinar um contrato de oito anos com a World Wrestling Federation (WWF). Ele foi enviado para o território de desenvolvimento Power Pro Wrestling em Memphis, Tennessee, para treinar. A primeira aparição de Angle na WWF aconteceu no Sunday Night Heat de 7 de março de 1999, com Tiger Ali Singh. No segmento, Singh tentou pagar Angle para que este assoasse o nariz na bandeira dos Estados Unidos. Angle, no entanto, assoou o nariz na bandeira de Singh e lhe bateu. Sua primeira luta oficial na WWF, Angle derrotou Brian Christopher em uma luta não-televisionada em 11 de abril de 1999. Nos meses seguintes, ele lutou em eventos e lutas não televisionadas.
Após várias semanas de exibições de vídeos promocionais, Angle fez sua estreia no Survivor Series em 14 de novembro de 1999, na Joe Louis Arena em Detroit, Michigan, derrotando Shawn Stasiak. Ele se manteve imbatível por diversas semanas, eventualmente sendo derrotado por Tazz no Royal Rumble de 2000. O personagem de Angle era um "herói americano" por sua vitória nas Olimpíadas. Em suas entrevistas, Angle apresentava-se como um modelo a ser seguido, sempre focando nos "três Is: Intensidade, Integridade e Inteligência". Em suas entrevistas e entradas, Angle vestiria réplicas de suas medalhas. Mesmo atrelado a ideias associados com mocinhos, o personagem de Angle atuava vilanescamente, agindo como se fosse melhor que a plateia. Angle ganhou ambos os Campeonato Europeu e o Campeonato Intercontinental em fevereiro de 2000, chamando a si mesmo de "Campeão Eurocontinental". Ele perdeu os títulos em uma luta Triple Threat de duas quedas com Chris Benoit e Chris Jericho no WrestleMania 2000. Até a data, Angle foi o único lutador a perder dois títulos em uma mesma edição do WrestleMania.

#### Campeão da WWF (2000—2001)

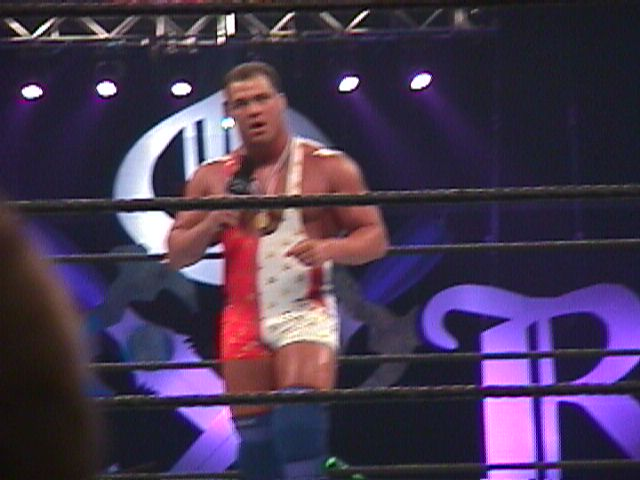
Angle no torneio King of the Ring de 2000.

Na metade de 2000, Angle e Edge e Christian ("Team ECK") começaram uma rivalidade com Too Cool e Rikishi, com Angle derrotando Rikishi na final do torneio King of the Ring. Ele manteria uma rivalidade com Triple H após um triângulo amoroso entre Angle, Triple H e a esposa de Triple H, Stephanie McMahon. Ele foi derrotado por Triple H no Unforgiven. Após sua rivalidade com Triple H, Angle passou a perseguir o Campeonato da WWF, derrotando The Rock no No Mercy, após uma interferência falhada de Rikishi. Ao derrotar Rock, Angle se tornou o primeiro lutador a ganhar uma medalha de ouro olímpica e um título mundial. Ele manteve o Campeonato da WWF pelo resto do ano, em lutas contra The Undertaker no Survivor Series e em uma Hell in a Cell de seis lutadores no Armageddon.
Após derrotar Triple H no Royal Rumble de 2001, Angle eventualmente perdeu o título para The Rock no No Way Out. Ele manteve uma rivalidade com Chris Benoit, quem derrotou no WrestleMania X-Seven, mas foi derrotado por ele no Backlash em uma luta Ultimate Submission; Benoit derrotou Angle. Angle derrotou Benoit em uma luta de duas quedas no Judgment Day.

#### Invasion e Campeão da WWE (2001—2002)
Quando a World Championship Wrestling (WCW) e a ECW formaram a The Alliance e invadiram a WWF na metade de 2001 (história conhecida como "The Invasion"), Angle se tornou um mocinho ao se aliar com o Campeão da WWF Steve Austin para expulsá-los. No evento Invasion, Angle e Austin capitanearam um time de cinco lutadores da WWF contra cinco membros da Alliance. Na luta, Austin traiu a WWF, fazendo com que o time perdesse a luta e se aliasse à Alliance. Ao fim da luta, Austin aplicou um Stone Cold Stunner em Angle. Após conquistar e perder o Campeonato da WCW, Campeonato Estadunidense da WCW, e o Campeonato Hardcore da WWF em lutas com membros da Alliance, Angle derrotou Austin no SummerSlam por desqualificação e, no Unforgiven, derrotou Austin para conquistar seu segundo Campeonato da WWF. Ele perdeu o título de volta para Austin no Raw de 8 de outubro de 2001, quando o Comissário da WWF William Regal uniu-se a Alliance e custou a luta a Kurt. Como parte da história, Angle se tornou um vilão novamente, e também se aliou a Alliance; durante a revanche no WrestleMania X-Seven entre Vince McMahon e Shane McMahon, Angle interferiu para ajudar Vince. Angle, no entanto, retornou à WWF ao impedir que Austin derrotasse The Rock em uma luta entre a WWF e a Alliance no Survivor Series. Ele permaneceu um vilão ao se dizer único responsável pela destruição da Alliance.
Após perder o Campeonato dos Estados Unidos da WCW para Edge, os dois começaram uma longa rivalidade. Durante esta rivalidade, Edge ajudou os fãs a popularizar os gritos de "you suck" ("você é ruim") durante a entrada de Angle. Durante a rivalidade, Angle perdeu uma luta"na qual o perdedor deveria raspar a cabeça" para Edge no Judgment Day,. Angle manteve a cabeça raspada desde então. Após perder seu cabelo, Angle passou a usar uma peruca e insultar os carecas, o que o levou a uma rivalidade com Hollywood Hogan, que arrancou sua peruca. Angle derrotou Hogan no King of the Ring. Em 2002, Kurt derrotou John Cena em sua primeira luta na WWE.
Em outubro de 2002, Angle se tornou o quinto campeão do Grand Slam Championship ao conquistar o Campeonato de Dupals da WWE com Chris Benoit no No Mercy. A dupla obteve sucesso, mas era problemática, já que os dois continuamente discutiam. Após perder o título para Edge e Rey Mysterio em um episódio do SmackDown!, Angle conquistou seu terceiro Campeonato da WWE no Armageddon, derrotando Big Show com a ajuda de Brock Lesnar. Ainda em seu terceiro reinado, Angle passou a utilizar Paul Heyman como manager e aliar-se ao "Team Angle".

#### Rivalidade com Lesnar e Guerrero (2003—2004)

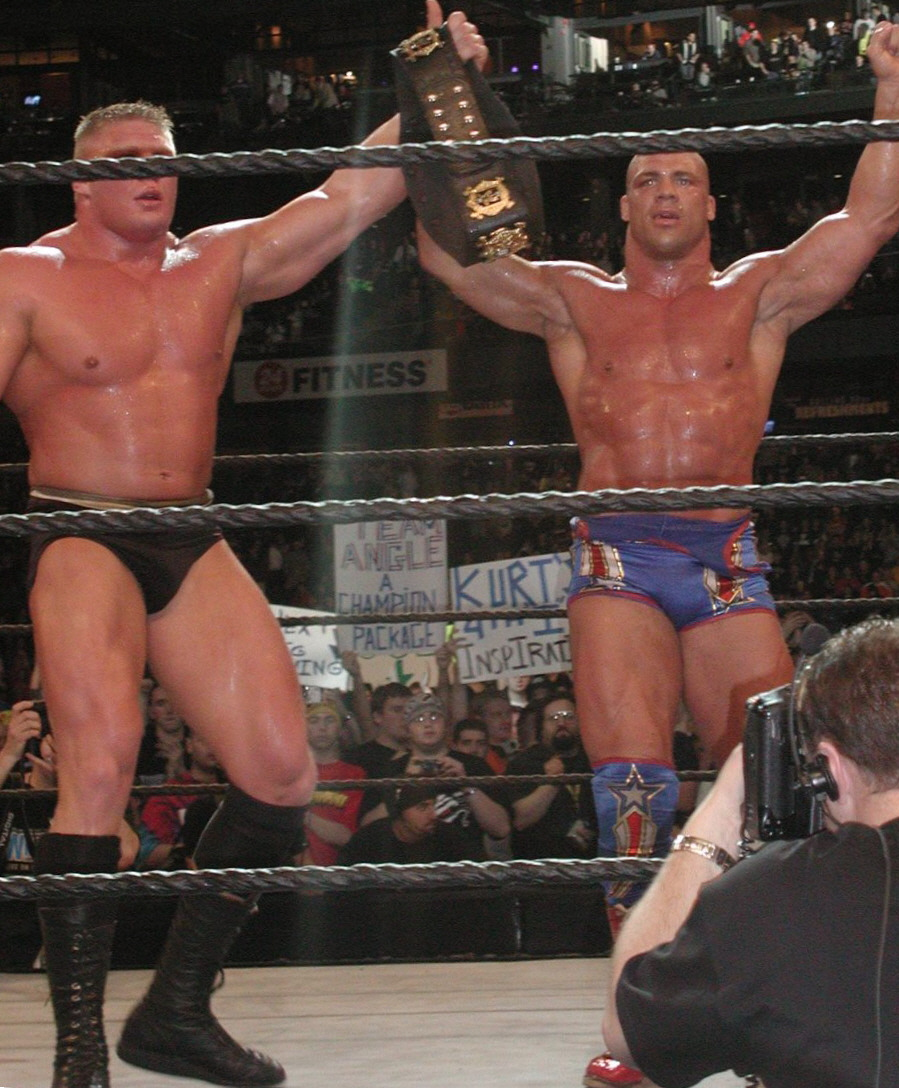
Angle e Brock Lesnar após a luta entre os dois no WrestleMania XIX.

Ele, então, começou uma rivalidade com Brock Lesnar, vencedor da luta Royal Rumble de 2003, após Lesnar afirmar que seria o próximo maior astro do SmackDown!. Angle perdeu o Campeonato da WWE para Lesnar no WrestleMania XIX.
Em 11 de abril de 2003, Angle passou por uma cirurgia no pescoço feita pelo Dr. Hae-Dong Jho para reparar danos na espinha e nos nervos, problemas nos ossos e no disco vertebral. Angle optou por uma cirurgia menos convencional, com Jho removendo apenas porções das áreas lesionadas. A cirurgia reduziu o tempo de reabilitação de Angle de um ano para três meses. Ele retornou em junho, como um mocinho, derrotando Lesnar e Big Show no Vengeance para reconquistar o Campeonato da WWE. Durante esta época, Lesnar pareceu se aliar a Angle. No entanto, ele trabalhava para Vince McMahon em uma trama contra Angle, o traindo durante uma luta em uma jaula entre ele e McMahon, com Angle como árbitro, que nunca tolerou sua derrota no Vengeance. Após o derrotar no SummerSlam, ele perdeu o título em uma luta Iron Man em um episódio do SmackDown!. Angle formou um time de cinco lutadores para enfrentar o time de Lesnar no Survivor Series, vencendo.
Angle começou uma rivalidade com Eddie Guerrero. Inicialmente sendo um aliado de Eddie durante a rivalidade deste com Chavo Guerrero, Angle o traiu quando foi anunciado que Guerrero, não Angle, seria o desafiante pelo Campeonato da WWE, novamente se tornando um vilão. No No Way Out, Guerrero derrotou Lesnar para conquistar o título, e Angle venceu uma luta para se tornar o desafiante. Após ser derrotado por Guerrero no WrestleMania XX, Angle novamente passou a sofrer por problemas no pescoço. Como resposta, ele foi nomeado Gerente Geral do  SmackDown!, com sua ausência das lutas sendo atribuída a lesões sofridas após um Chokeslam de Big Show. Angle continuou a rivalidade com Guerrero durante 2004, lhe custando o Campeonato da WWE em uma luta contra John "Bradshaw" Layfield no The Great American Bash. Angle foi demitido de sua posição por McMahon em julho de 2004, após descobrir que ele estaria fingindo sua condição de deficiência.
Em novembro de 2004, Angle iniciou o Kurt Angle Invitational, um segmento semanal no qual "herois locais" o desafiavam para uma luta, com Angle prometendo entregar sua medalha de ouro para quem durasse mais de três minutos com ele no ringue. O segmento foi vencido, enfim, por Eugene em julho de 2005. Como resultado, Angle enfrentou Eugene no SummerSlam, o derrotando e reconquistando sua medalha.
Em 4 de novembro de 2004, no SmackDown! em St. Louis, Missouri, durante um segmento não-roteirizado Tough Enough, Angle desafiou os finalistas para uma competição de agachamento. Chris Nawrocki venceu a competição e, como prêmio, conquistou uma luta contra Angle. Angle rapidamente jogou Nawrocki no chão, quebrando suas costelas e o fez dessistir com uma submissão no pescoço. Após Angle derrotar Nawrocki, Angle desafiou os outros finalistas. Daniel Puder, um lutador de artes marciais mistas, aceitou o desafio. Angle e Puder lutaram por posição, com Puder aplicando em Angle um kimura lock. Jim Korderas, um dos árbitros no ringue, aproveitou que Puder estava com ombros quase inteiramente no chão para fazer uma contagem e acabando a luta. Puder, mais tarde, afirmou que ele quebraria o braço de Angle caso ele não desistisse ou Korderas não houvesse encerrado o combate. Dave Meltzer e Dave Scherer comentaram o incidente:
"Foi real. Se você não acompanha luta, Puder prendeu Angle em uma Kimura, ou keylock, como Tazz narrou, mesmo que Tazz não tenha percebido a totalidade com movimento. Não apenas Angle não ia conseguir se libertar do movimento, mas a maioria dos lutadores de MMA já teria desistido. Angle não podia desistir por razões óbvias. O árbitro contou até três mesmo que os ombros de Puder não estivessem totalmente no chão, tentando acabar com aquilo, porque, na realidade, Angle estaria em uma cirurgia se o movimento tivesse sido mantido por mais tempo ou se Puder não o tivesse libertado." ― Dave Meltzer
"Como vocês devem imaginar, Kurt Angle não estava muito feliz nos bastidores do Smackdown após quase ser obrigado a desistir pelo participante do Tough Enough Daniel Puder. Francamente incomodado provavelmente seria a melhor maneira de descrever seu humor. A natureza espontânea da competição foi a principal razão que fez Angle parecer ruim, já que Puder apenas reagiu à situação e poderia ter feito Angle desistir se os árbitros não tivessem pensado rapidamente e contado o pin inexistente em Puder." ― Dave Scherer

#### The Wrestling Machine e Campeão Mundial dos Pesos-Pesados (2005—2006)

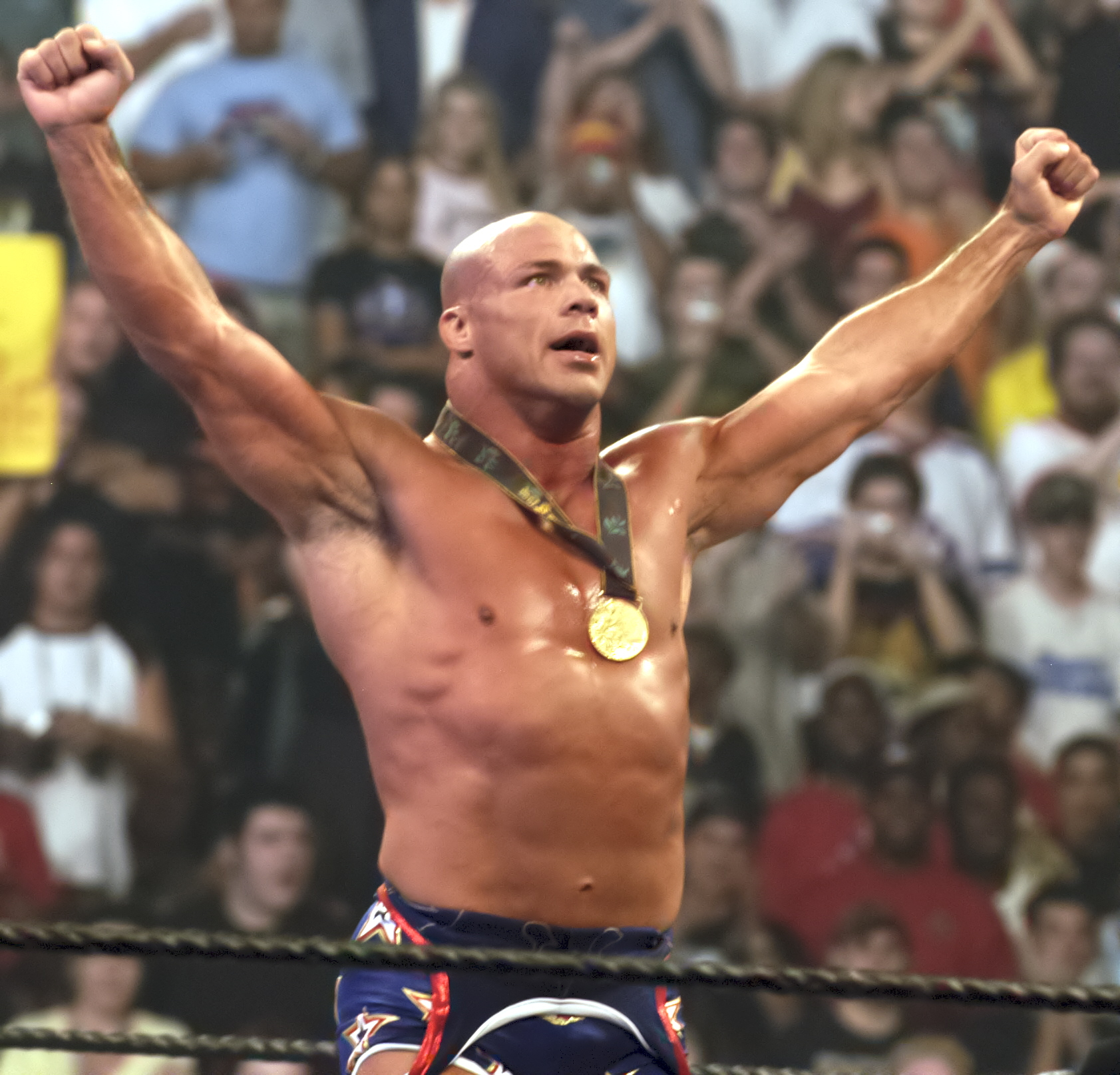
Kurt Angle após manter sua medalha de ouro olímpica no SummerSlam (2005).

Em janeiro de 2005, Angle participou da luta Royal Rumble, sendo eliminado por Shawn Michaels, que retornou ao ringue para retaliar sua própria eliminação. Após zombar de Michaels ao derrotar seu antigo parceiro Marty Jannetty, e atacar sua antiga valet Sherri Martel, Angle derrotou Michaels em uma luta interpromocional no WrestleMania 21, nomeada Luta do Ano pela Pro Wrestling Illustrated (PWI). Ele continuou sua rivalidade com Michaels até ser transferido do SmackDown! para o Raw na Draft Lottery de 2005, sendo derrotado por Michaels no Vengeance. Angle desafiou John Cena pelo Campeonato da WWE no Unforgiven, vencendo por desqualificação e, por isso, não conquistando o título. Angle também foi derrotado em uma luta com Cena e Michaels no Taboo Tuesday.
Angle retornou ao SmackDown! em janeiro de 2006, conquistando o então-vago Campeonato Mundial dos Pesos-Pesados em uma Battle Royal de 20 lutadores, se tornando um mocinho pela primeira vez desde 2004. Ele manteve o título contra Mark Henry no Royal Rumble. Logo após a luta, The Undertaker retornou e desafiou Angle pelo título. Angle derrotou Undertaker no No Way Out antes de perder o título para Rey Mysterio em uma luta que também envolvia Randy Orton no WrestleMania 22.
Em 29 de maio de 2006, Angle foi transferido para a recém criada ECW. Nesta época, ele adquiriu o apelido  "The Wrestling Machine" ("A Máquina de Luta"), usando um protetor bucal e rapidamente derrotando seus oponentes. No ECW, ele abriu um desafio aberto para o One Night Stand, que foi aceito por Orton. Angle derrotou Orton no One Night Stand, sendo derrotado em uma revanche no Vengeance. Durante a metade de 2006, Angle passou a aparecer esporadicamente. Em 25 de agosto de 2006, a WWE concedeu a Angle o fim de seu contrato por motivos de saúde. Angle afirmou no documentário Kurt Angle: Champion que pediu demissão por não poder tirar férias e que trabalhava lesionado. Ele também afirmou que, ao pedir demissão, a WWE perdeu seu talento mais valioso, já que ele estava no topo da folha de pagamento.

### Total Nonstop Action Wrestling / TNA (2006—2016)

#### Estreia e títulos mundiais (2006—2008)

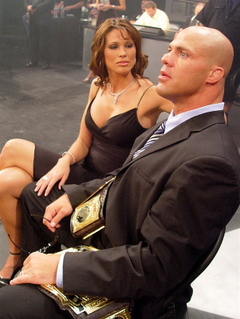
Kurt e Karen Angle em um episódio do Impact!

Angle foi contratado pela Impact Wrestling (TNA). A contratação foi vista por alguns como a promoção não se preocupando com a saúde de seus lutadores. Em 24 de setembro de 2006, no segmento final do No Surrender, a Presidente da TNA Dixie Carter anunciou a contratação de Angle e, com Jim Cornette, apresentou imagens de Angle treinando em ringue de seis lados da TNA. No TNA Impact! de 28 de dezembro de 2006, este foi anunciado como o "Momento do Ano" da TNA.
Angle fez sua estreia em 19 de outubro, confrontando Samoa Joe após Joe se recusar a abandonar o Campeonato Mundial dos Pesos-Pesados da NWA que, na história, havia roubado de Jeff Jarrett. Os dois brigaram enquanto Jarrett recuperou seu cinturão. Angle foi o "aplicador de regras" da luta entre Jarrett e Sting, que colocou sua carreira em jogo contra o título de Jarrett no Bound for Glory, mas, como parte da história, nocauteou o árbitro Rudy Charles e assumiu seu lugar. A primeira luta de Angle na TNA aconteceu no Impact! de 16 de novembro, derrotando Abyss, sendo atacado por Samoa Joe após o combate. No Genesis, Angle derrotou Samoa Joe.
No Final Resolution, Angle derrotou Samoa Joe em uma luta Iron Man de meia hora para conquistar o direito por uma luta pelo Campeonato Mundial dos Pesos-Pesados da NWA no Against All Odds, onde foi derrotado por Christian Cage após interferência de Tomko e Scott Steiner. Isto criou uma rivalidade entre Angle e Steiner, com o último sendo derrotado no Destination X. Após Angle derrotar Steiner, ele foi escolhido como líder de um time de quatro lutadores contra o time de Cage em uma luta Lethal Lockdown no Lockdown. Angle escolheu Samoa Joe, Rhino, Sting e Jeff Jarrett para o Time Angle, enquanto Cage escolheu A.J. Styles, Scott Steiner, Tomko e Abyss. Quem fizesse o pin seria nomeado desafiante do Campeonato Mundial dos Pesos-Pesados da NWA de Cage. O time de Angle vencer após Jarrett quebrar um violão com taxinhas na cabeça de Abyss, permitindo que Sting vencesse. Cage defenderia seu título contra Sting e Angle no Sacrifice. No dia do evento, a National Wrestling Alliance (NWA), detentores dos direitos do Campeonato Mundial dos Pesos-Pesados da NWA e do Campeonato Mundial de Duplas da NWA, retirou seus títulos de Cage e Team 3D, respectivamente. O diretor executivo da NWA, Robert K. Trobich, afirmou que a NWA tomou esta decisão por Cage se recusar em defender o título em eventos na NWA. No evento, Cage, ainda com o cinturão da NWA, defendeu o que foi chamado "Campeonato Mundial dos Pesos-Pesados" contra Sting e Angle, que conquistou o título. No Impact! seguinte, Angle estreou um novo cinturão denominado Campeonato Mundial dos Pesos-Pesados da TNA. Com a controvérsia da luta entre Cage, Angle e Sting no Sacrifice, Jim Cornette declarou o título vago. Um torneio pelo título aconteceu, culminando em uma luta King of the Mountain no Slammiversary em 17 de junho de 2007. No evento, Angle conquistou o título ao derrotar Cage, Samoa Joe, A.J. Styles e Chris Harris. Ele recusou um aperto de mão de Joe após o combate, o atacando.
No Victory Road, o recém-coroado Campeão da X Division Samoa Joe e Kurt Angle enfrentaram os Campeões Mundiais de Duplas da TNA Team 3D, com a estipulação de que o lutador que realizasse o pin em um oponente conquistava seu título. Joe fez o pin em Brother Ray para conquistar ambos os títulos de duplas. No Impact! seguinte, Hoe desafiou Angle para uma luta onde o vencedor conquistaria todos os títulos no Hard Justice. Enquanto ilustrava como tiraria tudo de Angle, Joe levou a esposa de Angle, Karen, ao Impact!, com ela pedindo o divórcio. Durante a luta, Karen traiu Joe e ajudou seu marido. Angle conquistou todos os títulos, se tornando o segundo Campeão da Tríplice Coroa da TNA. Com isso, Angle tomou posse de cinco cinturões. Angle, no entanto, perdeu os títulos da X Division e de Duplas para Jay Lethal e Team Pacman, respectivamente, no No Surrender. No Bound for Glory, Angle perdeu o Campeonato Mundial da TNA para Sting, mas o reconquistou no Impact! de 25 de outubro.

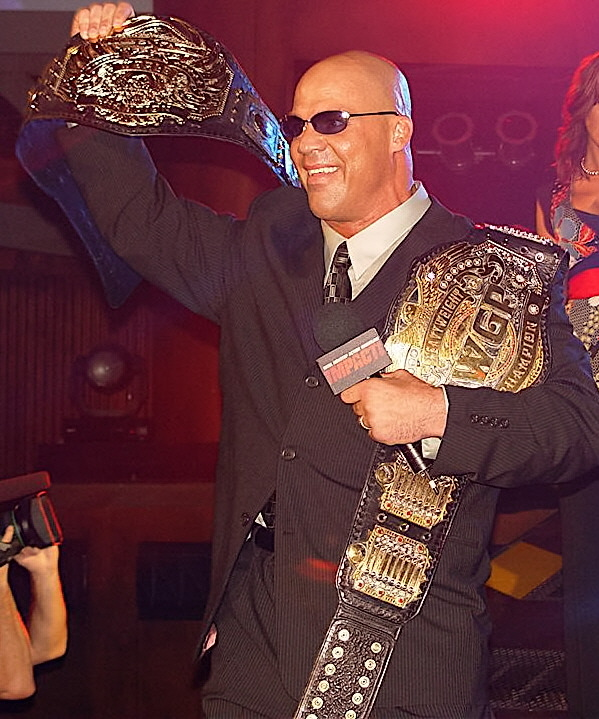
Angle com a versão da IGF do Campeonato dos Pesos-Pesados da IWGP e o Campeonato Mundial dos Pesos-Pesados da TNA

Angle se aliou a A.J. Styles e Tomko como The Angle Alliance no Turning Point contra Samoa Joe, Kevin Nash e Scott Hall. Styles planejava que a Christian's Coalition e a Angle Alliance se juntassem, mas Christian Cage exigiu ser o líder da Angle Alliance após Cage negar o pedido de Angle dele ser seu "servo". No Final Resolution, Angle defendeu o Campeonato Mundial dos Pesos-Pesados da TNA contra Cage após interferência de Styles, o fazendo novamente no Against All Odds com ajuda de Tomko. No Lockdown, Angle perdeu o título para Samoa Joe.

#### Main Event Mafia (2008—2009)

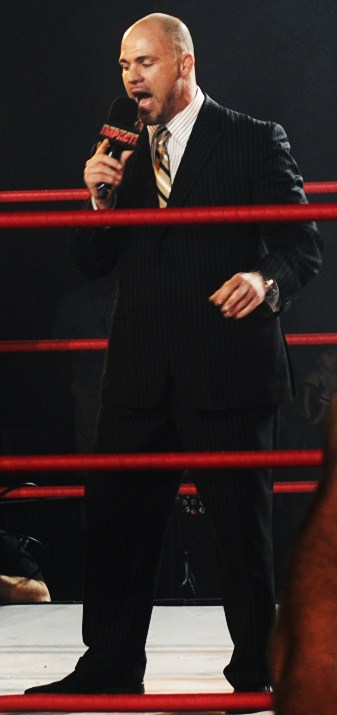
Angle como "Padrinho ("Godfather")" da Main Event Mafia.

Após sofrer uma lesão no pescoço, Angle deixou os ringues. Na história, ele retornou ao Impact! para pedir que sua esposa Karen reatasse com ele, mas ela se negou. Mais tarde, Styles foi atacado por Team 3D, Booker T e Tomko, Angle uniu-se ao grupo, atacando Styles com uma cadeira. No Slammiversery, Angle foi derrotado por Styles após interferência de Karen. No Victory Road, Angle e Team 3D venceram uma luta Full Metal Mayhem contra Christian Cage, Rhino e Styles. No Hard Justice, Angle foi novamente derrotado por Styles – desta vez em uma luta Last Man Standing. A rivalidade continuou no próximo episódio do Impact!, com Styles ganhando a medalha de ouro e Angle em uma luta amadora. Na semana seguinte, Angle desafiou Styles a enfrent-alo em uma luta de escadas pela medalha. Durante a luta, com os dois no topo da escada, as luzes se apagaram e a música-tema de Jeff Jarrett tocou. Quando as luzes foram reacesas, Styles estava com um violão na mão, o qual destruiu na cabeça de Angle, recuperando a medalha e ganhando a luta.
Angle começou uma rivalidade com Jarrett após o No Surrender, quando Jarrett quebrou seu violão na cabeça de Angle após uma luta que envolvia os dois Christian Cage e Samoa Joe. No Impact! de 2 de outubro, Mick Foley anunciou que seria o aplicador das regras na luta entre Angle e Jarrett no Bound for Glory IV. Angle perdeu após ser atacado por Foley e Jarrett. Ele passou a atacar outros lutadores nos bastidores para conquistar uma revanche. Ele se uniu a Booker T, Kevin Nash e Sting para criar o grupo The Main Event Mafia. Scott Steiner uniu-se a eles na semana seguinte. Angle derrotou Abyss no Turning Point. Após semanas torturando Jarrett, Angle conseguiu uma revanchem que aconteceria caso ele derrotasse Rhino no segundo Final Resolution de 2008, com Mick Foley como aplicador de regras. Angle derrotou Rhino para conquistar uma revanche contra Jarrett no Genesis após Al Snow distrair Foley. No Sacrifice, Angle perdeu a liderança da Main Event Mafia para Sting. No Slammiversary, Angle venceu (se perdesse, deveria deixar a TNA) o Campeonato Mundial dos Pesos-Pesados da TNA em uma luta King of the Mountain com a ajuda de Samoa Joe. No Impact! seguinte, Angle reconquistou a liderança da Main Event Mafia após o grupo atacar Sting enquanto aceitavam Joe na aliança. No No Surrender, Angle perdeu o título para A.J. Styles em uma luta que também envolvia Matt Morgan, Sting e Hernandez.

#### Várias rivalidades (2009—2011)

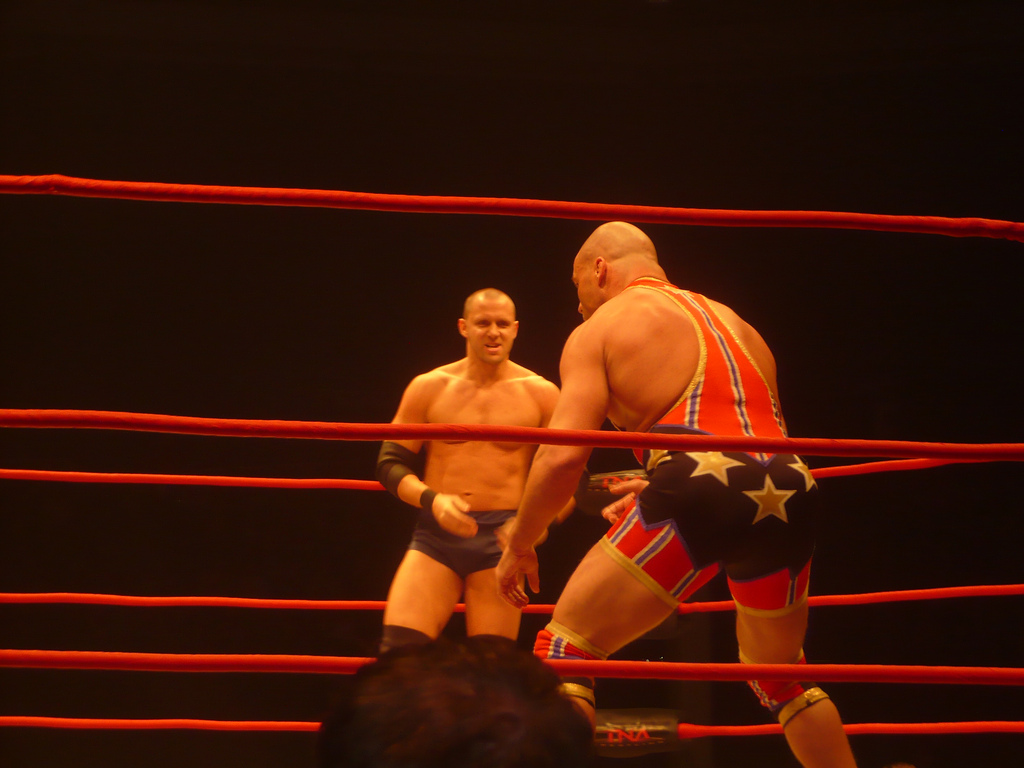
Angle em uma luta contra Desmond Wolfe

Após derrotar Morgan no Bound for Glory, Angle falou sobre os jovens talentos da TNA no Impact! seguinte. Ele acabou sendo atacado por Desmond Wolfe, que o derrotou por nocaute em uma Street Fight na semana seguinte. No Turning Point, Angle derrotou Wolfe em uma revanche. No mês seguinte, no Final Resolution, Angle derrotou Wolfe em uma luta de duas quedas. No Impact! de 4 de janeiro de 2010, Angle foi derrotado por A.J. Styles em uma luta pelo Campeonato Mundial. Duas semanas depois, no Genesis, Angle foi novamente derrotado por Styles, que se tornou um vilão ao ser auxiliado por Ric Flair. Como resultado, Angle não poderia enfrentar Styles pelo título. Devido a forma pela qual Angle foi derrotado, Hulk Hogan permitiu que ele enfrentasse Styles no Impact! de 21 de janeiro. Ele foi novamente derrotado, desta vez pelo árbitro Earl Hebner, pago por Flair, encerrar a luta de maneira similar ao Montreal Screwjob. Angle respondeu cuspindo no rosto de Hogan, ameaçando abandonar a TNA e retornar à WWE. Angle se desculpou a Hogan após ser salvo por ele de Scott Hall e Syxx-Pac. No Against All Odds, Angle participou do torneio 8 Card Stud, mas foi derrotado por Mr. Anderson. No Impact! seguinte, Angle prometeu fazer Anderson sofrer por desrespeitar os soldados americanos ao usar colares militares para atacar Angle. No entanto, ele foi atacado por Anderson. No Destination X, Angle derrotou Anderson. Uma luta em uma jaula de aço no Lockdown foi marcada entre os dois. No Impact! de 5 de abril, Anderson derrotou Angle em uma luta de escadas para conquistar a chave da jaula. No Lockdown, Angle derrotou Anderson, anunciando, mais tarde, que tiraria férias das lutas.
Angle retornou no Impact! de 20 de maio, sendo nomeado #2 no ranking de 10 lutadores por uma chance pelo Campeonato Mundial. Angle, no entanto, decidiu retirar seu nome do ranking e lutar para conquistar seu lugar. No Slammiversary VIII, Angle derrotou Kazarian, décimo na lista. Angle derrotou o nono, Desmond Wolf no Impact! e D'Angelo Dinero, o oitavo, no Victory Road. Antes de sua luta com Dinero, Angle anunciou que, caso perdesse uma das lutas da lista, se aposentaria. No Impact! de 22 de julho, Angle derrotou o sétimo, Hernandez e, três semanas depois, o sexto, A.J. Styles. Com o título vago, Angle participou de um torneio de oito lutadores, derrotando Douglas Williams na primeira rodada. No No Surrender, Angle enfrentou Jeff Hardy em uma luta que acabou sem vencedor após atingir o tempo-limite de 20 minutos. Eric Bischoff ordenou dois tempos de cinco minutos extras. Devido a um corte, Angle não pôde continuar. A luta acabou sem vencedor. Após um empate no Impact! de 16 de setembro, foi anunciado que Angle e Hardy iriam à final do torneio no Bound for Glory, onde competiriam com Mr. Anderson.

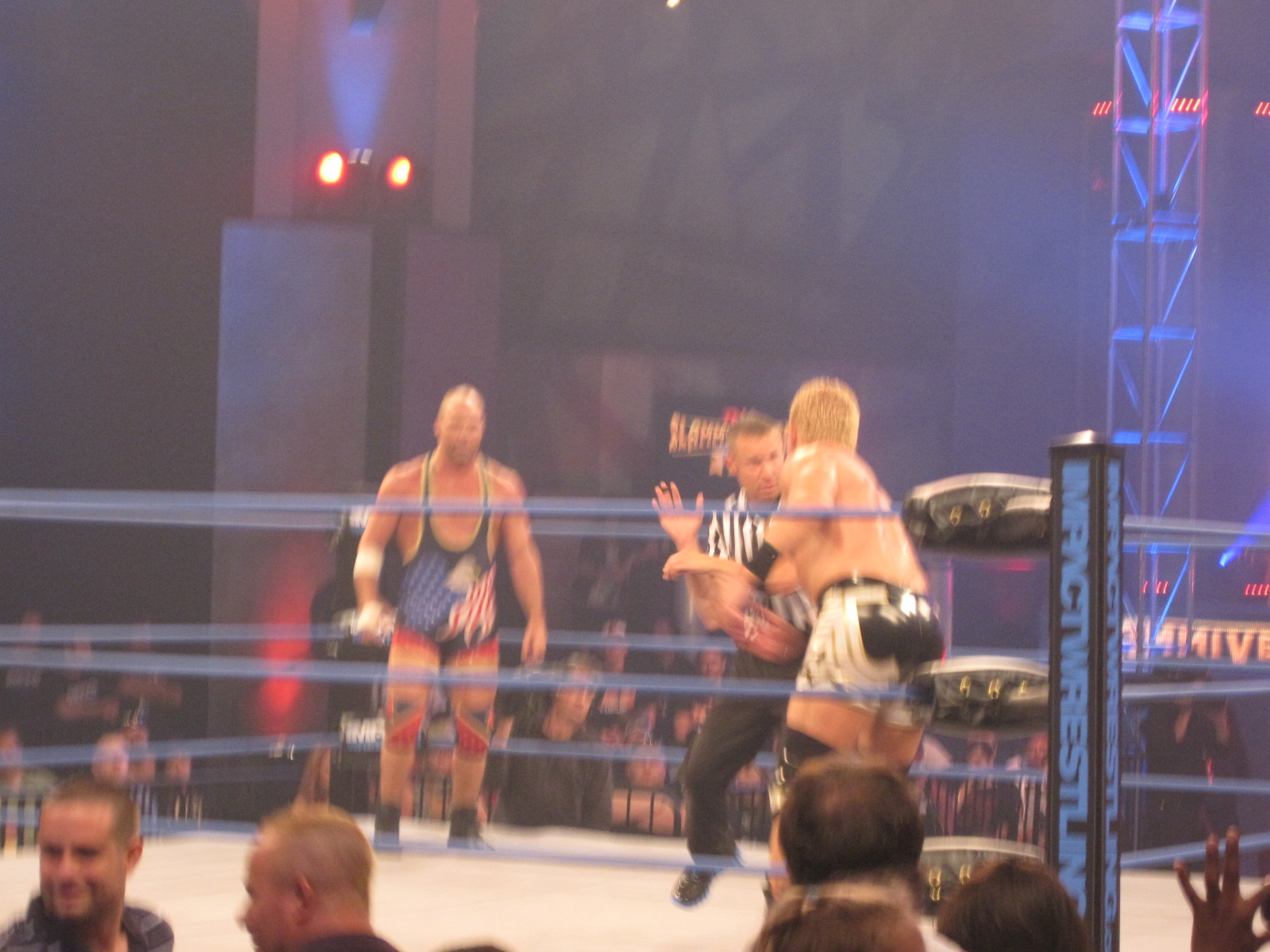
Angle e Jeff Jarrett no Slammiversary IX.

No Bound for Glory, Angle foi derrotado por Hardy após interferência de Hulk Hogan e Eric Bischoff, formando uma aliança chamada Immortal, com Hardy, Abyss e Jeff Jarrett. No Impact! seguinte, Angle foi realizar seu discurso de aposentadoria após não conseguir conquistar o título, mas foi interrompido por Jarrett, que anunciou que ele havia feito um acordo com Hogan e Bischoff para encerrar a carreira de Angle no Bound for Glory, antes de atacá-lo e ser restringido pelos seguranças Gunner e Murphy. Na semana seguinte, Angle tentou atacar Bischoff e Ric Flair, sendo impedindo pelos seguranças. Angle retornou três semanas depois, no Impact! de 11 de novembro, salvando Samoa Joe de Jeff Jarrett, Gunner e Murphy. Duas semanas depois, ele voltou a salvar Samoa Joe de Jeff Jarrett e Abyss. No Impact! de 6 de janeiro de 2011, Angle interrompeu o desafio de MMA de Jarrett e assinou um contrato para enfrentá-lo no Genesis em uma luta de MMA. A luta acabou no terceiro round após Jarrett cegar Angle. Ao fim, Jeff anunciou que encerraria sua carreira no MMA e prometeu a sua mulher Karen Jarrett (anteriormente Karen Angle) que também se aposentaria. No Impact! de 13 de janeiro, Karen impediu Angle de atacar Jarrett. Na semana seguinte, Karen estapeou Kurt, o distraindo antes de um ataque de Jeff. Crimson salvou Angle de um ataque de Immortal e Fortune. Na semana seguinte, Flair recontratou Angle e o colocou, com Crimson, em uma luta 7-contra-2 contra Jarrett, James Storm, Robert Roode, Kazarian, Rob Terry, Gunner e Murphy. A dupla de Angle foi derrotada, com Scott Steiner o salvando de um ataque. Na semana seguinte, Fortune traiu Immortal e aliou-se a Angle, Crimson e Steiner. No Against All Odds, Jarrett derrotou Angle e, como estipulação, Angle deveria acompanhar Karen ao altar durante a renovação de votos de casamento de Karen e Jarrett. Em 3 de março, Angle derrotou o cenário com um machado e aplicou o Ankle Lock em um dos convidados, Bart Scott. No Lockdown, Jarrett derrotou Angle em uma luta de duas quedas numa jaula, com ajuda de Karen. No Impact! de 12 de maio, Angle anunciou que Chyna o ajudaria contra os Jarretts. No Sacrifice, Angle e Chyna derrotaram os Jarretts. Naquele mês, Angle assinou um contrato de três anos com a TNA. Sem Karen, Angle derrotou Jarrett no Slammiversary IX para manter sua medalha olímpica e se tornar o desafiante pelo Campeonato Mundial dos Pesos-Pesados da TNA. No entanto, no Impact Wrestling seguinte, Jarrett desafiou Angle para uma briga no estacionamento, assinando um contrato que o obrigaria a se mudar para o México sem os filhos de Angle caso perdesse. Angle venceu ao enforcar Jarrett com uma camiseta, o forçando a dizer "adiós".

#### Reconquistando títulos (2011—2012)
Após a rivalidade com Jarrett, Angle aliou-se a Sting em uma rivalidade com Immortal, incluindo o mais novo membro do grupo, o Campeão Mundial dos Pesos-Pesados da TNA Mr. Anderson. No Impact Wrestling de 14 de julho, Angle ajudou Sting a derrotar Anderson pelo título. No Hardcore Justice, Angle derrotou Sting após atacá-lo com uma cadeira entregue por Hulk Hogan, conquistando o título pela quinta vez. No Impact Wrestling seguinte, Angle explicou não concordar com Sting, que queria colocar a TNA de volta nas mãos de Dixie Carter, por ela ter mentido ao dizer não saber sobre o relacionamento entre Jeff e Karen Jarrett. Angle também revelou que destruiria os novos lutadores de Carter, atacando o líder da série Bound for Glory Crimson, se tornando um vilão. Angle defendeu o título no Impact Wrestling de 1 de setembro, derrotando Sting após interferência de Hogan e do Immortal. Na semana seguinte, a luta pelo título entre Angle e Anderson acabou em desqualificação após interferência de Immortal. No No Surrender, Angle derrotou Sting e Anderson para manter o título após interferência de Hogan. No Bound for Glory, Angle defendeu o título contra Bobby Roode.
No Impact Wrestling seguinte, Angle perdeu o título para James Storm. Angle retorno em 17 de novembro, atacando Storm e se revelando como o homem que o atacou na semana seguinte, custando sua luta pelo título, agora de Roode. No Final Resolution, Angle foi derrotado por Storm. No Genesis em 8 de janeiro de 2012, Angle derrotou Storm em uma revanche. No Impact Wrestling seguinte, Storm derrotou Angle para se tornar desafiante pelo título de Roode. Angle retornou no Impact Wrestling de 16 de fevereiro, atacando Jeff Hardy e impedindo que ele ganhasse o título. No Victory Road, Angle derrotou Hardy. No Lockdown, Hardy derrotou Angle em uma jaula de aço. No Impact Wrestling seguinte, Angle derrotou A.J. Styles após interferência de Christopher Daniels e Kazarian. Na semana seguinte, Angle avisou aos associados do Immortal que nunca mais interferissem em uma de suas lutas. No Sacrifice, Angle derrotou Styles novamente após interferência de Daniels e Kazarian. Após a luta, Angle perseguiu e expulsou Daniels e Kazarian, novamente se tornando um mocinho. No Slammiversary, Angle e Styles derrotaram Daniels e Kazarian para conquistar o Campeonato Mundial de Duplas da TNA. No Impact Wrestling seguinte, Angle passou a participar da Bound for Glory Series. Duas semanas depois, Angle e Styles perderam o título de duplas de volta para Daniels e Kazarian. Angle lutou sua última luta pela série Bound for Glory no Impact Wrestling de 30 de agosto, sendo derrotado e eliminado por Jeff Hardy. No No Surrender, Angle e Styles foram derrotados pro Daniels e Kazarian. Angle e Styles receberam outra luta pelo título no Bound for Glory, em uma luta que também envolvia e acabou sendo vencida por Chavo Guerrero, Jr. e Hernandez. No Impact Wrestling seguinte, Angle derrotou Daniels e Styles para se tornar um dos quatro lutadores que poderiam desafiar pelo Campeonato Mundial dos Pesos-Pesados da TNA.

#### New Main Event Mafia (2012—2013)
Na semana seguinte, Angle foi escolhido como desafiante, mas foi derrotado por Jeff Hardy. Mais tarde, ele foi atacado pelo grupo Aces & Eights. No Turning Point, Angle derrotou o membro do Aces & Eights Devon por submissão mesmo após interferência do grupo. Angle continuaria sua rivalidade com Aces & Eights no Impact Wrestling de 6 de dezembro, derrotando DOC via desqualificação após ataque do grupo. Três dias depois, no Final Resolution, Angle, Garett Bischoff, Samoa Joe e Wes Brisco derrotaram Devon, DOC e dois membros mascarados do Aces & Eights. Angle desafiou Devon pelo Campeonato Televisivo da TNA no Impact Wrestling de 20 de dezembro, mas foi derrotado devido interferências de Aces & Eights, Garett Bischoff, Samoa Joe e Wes Brisco.
No Impact Wrestling de 3 de janeiro de 2013, Angle e Joe derrotaram Devon e um membro mascarado do Aces & Eights em uma jaula de aço. Após o combate, Sting salvou Angle e Joe de um ataque do grupo, revelando que o lutador mascarado como Mike Knox. Na semana seguinte, Angle, na história, lesionou seu pescoço após Knox o atacar com um martelo. Angle retornou no Impact Wrestling de 31 de janeiro, derrotando Mr. Anderson em uma jaula. Após a luta, Garrett Bischoff e Wes Brisco revelaram-se membros do Aces & Eights e atacaram Angle. Angle infiltrou-se no esconderijo do grupo em 28 de fevereiro, desmascarando o vice-presidente dos Aces & Eights, sendo atacado antes de revelar a sua identidade. Angle revelou que D'Lo Brown era o vice-presidente no Impact seguinte. No Lockdown, Angle foi derrotado por Brisco em uma jaula após interferência de Brown. Angle foi derrotado por Jeff Hardy em uma luta para definir o desafiante pelo Campeonato Mundial dos Pesos-Pesados da TNA, em uma luta que também incluía Magnus e Samoa Joe no Impact Wrestling de 21 de março. Nas semanas seguintes, Angle enfrentaria Bischoff e Brisco em diversos tipos de combate.
Angle começou uma rivalidade com A.J. Styles, após Styles se recusar a responder se era um aliado da TNA ou do Aces & Eights, o que levou os dois a uma briga no Impact Wrestling de 9 de maio. No Slammiversary XI, Angle foi anunciado como futuro membro do Hall da Fama da TNA. Na mesma noite, Angle derrotou Styles. No Impact Wrestling seguinte, Angle confrontou o estreante Rampage Jackson. Na semana seguinte, Angle foi derrotado por Styles e salvo de um ataque dos Aces & Eights por Jackson. Em 20 de junho, Angle atacou o Campeão Mundial dos Pesos-Pesados Bully Ray, revelando ser membro da New Main Evento Mafia de Sting. Nas semanas seguintes, Angle e Sting recrutariam Samoa Joe, Magnus e Rampage Jackson como membros. A partir de 2 de agosto, Angle entrou em um hiato da TNA para reabilitação de drogas e álcool.

#### Rivalidade com Bobby Roode (2013—2014)
Angle retornou no Impact de 10 de outubro, atacando E.G.O e desafiando Bobby Roode para uma luta no Bound for Glory. Em 19 de outubro, Angle foi introduzido ao Hall da Fama da TNA. No Bound for Glory, Angle foi introduzido no Hall da Fama da TNA , mas ele se recusou a aceitar a oferta já que ele se sentia que tinha deixado a si mesmo, a TNA e os fãs para baixo e não merecia uma cerimonia de posse ao Hall da Fama. Ele também disse que aceitaria a oferta quando se sentisse bem e que ainda teria grandes coisas para fazer na TNA. Mais tarde naquela noite, ele foi derrotado por Roode. Em 31 de outubro, no episódio do Impact, foi relatado que Angle havia ganhado uma autorização médica (no enredo) devido a uma convulsão sofrida durante o combate contra  Roode no Bound for Glory depois de uma aterrissagem ruim de um belly-to-belly suplex sofrido. Em 5 de novembro, foi relatado que Angle teve resultados negativos sobre a concussão e juntamente com as suas lesões no joelho, ele ainda ficaria em monitoramento. Dois dias depois, Angle viu a New Main Event Event Mafia sendo dissolvida, e em seguida, ele foi atacado por Roode. Em 14 de novembro, Angle ganhou uma luta de submissão contra Austin Aries em um torneio pelo vago TNA World Heavyweight Championship, mas usando a submissão de Roode, o Crossface, com Roode assistindo da rampa.

### New Japan Pro Wrestling (2007—2009)
Em 18 de fevereiro de 2007, Angle fez sua estreia na New Japan Pro Wrestling, aliando-se ao ex-Campeão dos Pesos-Pesados da IWGP Yuji Nagata para derrotar Travis Tomko e Giant Bernard.
Angle enfrentou Brock Lesnar na Inoki Genome Federation em 29 de junho de 2007, o derrotando por submissão para ganhar o Campeonato Mundial dos Pesos-Pesados da IWGP, desafiando Lesnar para uma luta de MMA. Em 19 de dezembro de 2007, Angle defendeu seu título contra Kendo Kashin.
Em 4 de janeiro de 2008, Angle fez sua terceira defesa de cinturão, derrotando Yuji Nagata no Wrestle Kingdom II in Tokyo Dome. Em 17 de fevereiro de 2008, Angle perdeu o título para Shinsuke Nakamura. Kurt Angle não é reconhecido como Campeão dos Pesos-Pesados da IWGP pela New Japan. Ele retornou em agosto, durante o G1 Climax em duas lutas contra o time de A.J. Styles. Shinsuke Nakamura e Masahiro Chono foram seus parceiros, enquanto Hiroshi Tanahashi e Shinjiro Otani, os de Styles. O trio de Angle venceu as duas lutas.
Ele retornou em 4 de janeiro de 2009, no Wrestle Kingdom III in Tokyo Dome. Ele, Kevin Nash, Chono e Riki Chōshū derrotaram G.B.H. (Giant Bernard, Karl Anderson, Takashi Iizuka e Tomohiro Ishii). Angle derrotaria Bernard em 15 de fevereiro. Após Hiroshi Tanahashi reter o Campeonato dos Pesos-Pesados da IWGP contra Nakamura, Angle o desafiou para uma luta. Tanahashi derrotou Angle em 5 de abril, no Resolution '09.

## Carreira como ator
Angle expressou desejo em começar uma carreira como ator após se aposentar da luta profissional. Em 2008, fez sua estreia como ator como um delegado racista no curta-metragem Chains. No mesmo ano, ele interpretou o  serial killer Brad Mayfield no filme End Game. Angle apareceu no episódio "Car Wreck Vanish" de Criss Angel Mindfreak. Ele interpretou o campeão russo de MMA Koba no filme  Warrior em 2011 e o xerife Will Logan em River of Darkness. No programa Right After Wrestling na Sirius Satellite Radio, Angle revelou que se tornaria um lutador eventual após o fim de seu contrato com a TNA em 2011 para focar na Angle Foods e em sua carreira como ator.

## No wrestling
- Movimentos de finalização

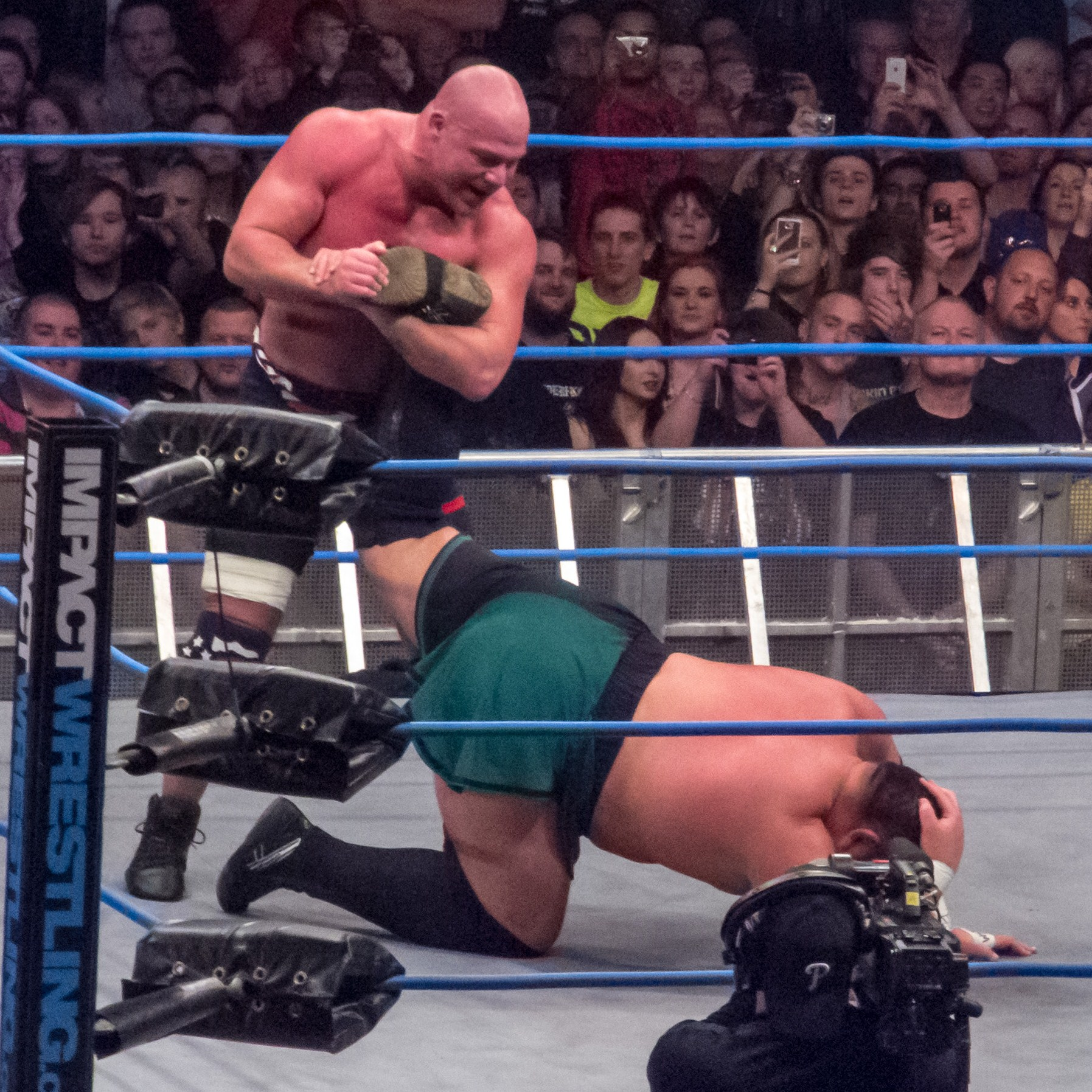
Angle aplicando um ankle lock em Samoa Joe.

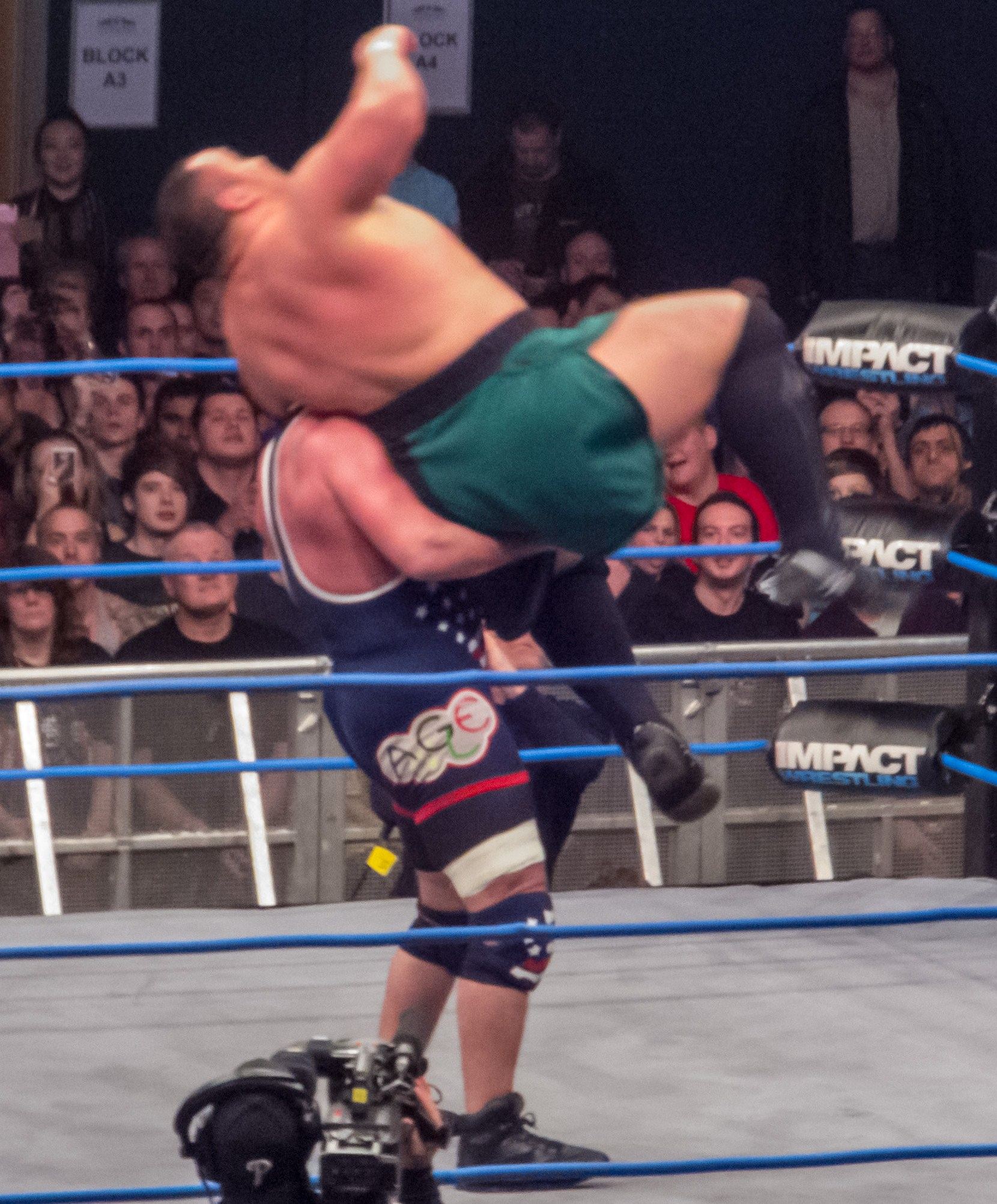
Angle aplicando um Olympic Slam em Samoa Joe.

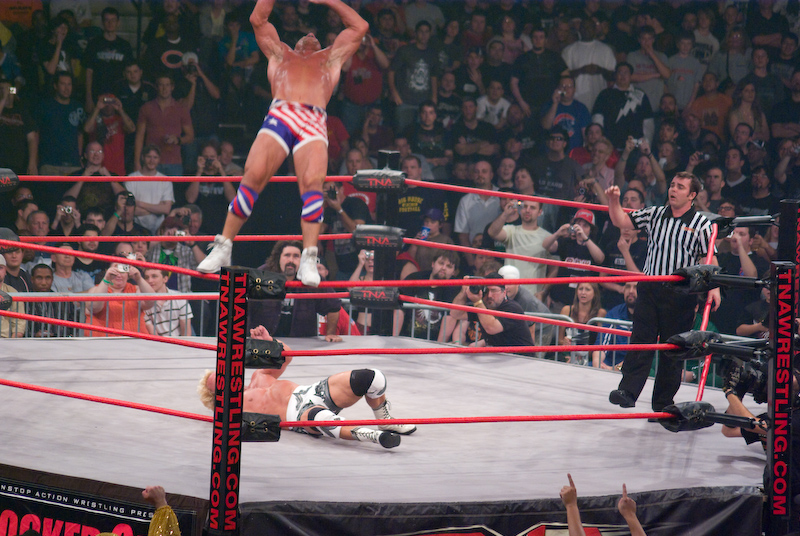
Angle aplicando um moonsault em Jeff Jarrett no Bound for Glory IV

  - Angle Slam / Olympic Slam, às vezes da corda mais alta[3]
  - Angle Lock (Ankle lock, às vezes enquanto agarrado à perna do oponente)[3]
  - Crossface chickenwing[224] – 2000; adotado de Bob Backlund
- Movimentos secundários
  - Bodyscissors[225]
  - DDT[226]
  - Double leg takedown, às vezes transicionado em um pin ou em um suplex[227]
  - European uppercut[3]
  - Frog splash[3]
  - Headbutt[228]
  - Moonsault[3]
  - Múltiplas variações de suplex[3]
    - Bridging / Release belly-to-back[3]
    - Bridging / Release / Rolling German[115]
    - Overhead belly-to-belly,[3] às vezes da corda mais alta[3]

  - Rear naked choke[229]
  - Triangle choke[115]
- Managers
  - Bob Backlund
  - Paul Heyman
  - Shane McMahon
  - Stephanie McMahon-Helmsley[230]
  - Trish Stratus
  - Luther Reigns
  - Daivari[3]
  - Tomko[231]
  - Karen Angle[3]
  - Kevin Nash
  - Frank Trigg
- Alcunhas
  - "The American Hero" (WWF/ECW / NJPW)
  - "The Most Celebrated Real Athlete in WWF History" (WWF)
  - "The Olympic Gold Medalist" (WWF/E / TNA)
  - "The Olympic Hero" (WWF/NJPW)
  - "Your Olympic Hero" (WWF)[1]
  - "The Wrestling Machine" (WWE/TNA)
  - "The Godfather of The Main Event Mafia" (TNA)
  - "The Cyborg" (TNA)
- Temas de entrada
  - World Wrestling Federation / Entertainment
    - "Medal" por Jim Johnston (14 de novembro de 1999—2 de janeiro de 2006, 1 de abril de 2017-presente)
    - "I Don't Suck" por Jim Johnston
    - "Medal (Remix)" por Jim Johnston (29 de janeiro de 2006—11 de julho 2006)
    - "Medal (Revisited)" por Jim Johnston (11 de julho de 2006—8 de agosto de 2006)

  - Impact Wrestling
    - "My Quest" por Dale Oliver (24 de setembro de 2006—9 de agosto de 2007)
    - "Gold Medal" por Tha Trademarc (12 de agosto de 2007—presente)
    - "Main Event Mafia"por Dale Oliver[232] (enquanto membro da Main Event Mafia; 2 de outubro de 2008—21 de junho de 2009; junho de 2012—7 de novembro de 2013)
    - "Immortal" por Dale Oliver[233] (enquanto membro do Immortal; 2011—2012)

## Títulos e prêmios
| - Canadian Cup Championship - Vencedor (1990) - Collegiate / High School - Campeão do Estado da Pensilvânia (1987) - Calouro do Ano da Clarion University (1988) - Espoir - Segundo colocado(1989) - International Federation of Associated Wrestling Styles - Campeão Mundial Júnior de Estilo Livre da FILA (1988) - FILA World Championships medalha de ouro em estilo livre (100 kg) (1995) - National Amateur Wrestling - Hall da Fama da National Amateur Wrestling (Classe de 2001) - National Collegiate Athletic Association - NCAA Division I All-American (1990–1992) - Campeão da NCAA Division I (1990, 1992) - Segundo colocado na NCAA Division I (1991) - Jogos Olímpicos - Medalha de ouro nos Jogos Olímpicos de Verão em estilo livre (pesos-pesados) (1996) - USA Wrestling - Campeão USA Junior Freestyle (1987) - Campeão USA Senior Freestyle (1995, 1996) - Hall da Fama do USA Wrestling (Classe de 2001) - Melhor Lutador da História - Torneio Yasar Dogu - Segundo colocado (1989) | - Cauliflower Alley Club - Prêmio Future Legend (2000) - Inoki Genome Federation - IWGP Heavyweight Championship (1 vez) - International Wrestling Institute and Museum - Hall da Fama George Tragos/Lou Thesz (2012) - Power Pro Wrestling - PPW Heavyweight Championship (1 vez) - Pro Wrestling Illustrated - Retorno do Ano (2003) - Rivalidade do Ano (2000)vs. Triple H - Rivalidade do Ano (2003) vs. Brock Lesnar - Rivalidade do Ano (2007) vs. Samoa Joe - Luta do Ano (2003) vs. Brock Lesnar em uma luta Iron Man de 60 minutos no SmackDown!, 16 de setembro - Luta do Ano (2005) vs. Shawn Michaels no WrestleMania 21 - Lutador Mais Odiado do Ano (2000) - Lutador Mais Inspirador (2001) - Lutador Mais Popular do Ano (2003) - Novato do Ano (2000) - Lutador do Ano (2003) - PWI o colocou na #1ª posição dos 500 melhores lutadores individuais em 2001 - SoCal Uncensored - Luta do Ano (2000) vs. Christopher Daniels, 13 de setembro de 2000, Ultimate Pro Wrestling - Total Nonstop Action Wrestling - Impact World Championship (6 vezes;) - Impact World Tag Team Championship (2 vezes) – com Sting (1)1 e A.J. Styles (1) - Impact X Division Championship (1 vez) - King of the Mountain (2007, 2009) - Segundo Campeão da Tríplice Coroa - Rivalidade do Ano (2006–2007) com Samoa Joe - Luta do Ano (2007) vs. Sting no Bound for Glory, 14 de outubro de 2007 - Hall da Fama da TNA (Classe de 2013) - World Wrestling Federation / World Wrestling Entertainment - WCW United States Championship (1 vez)2 - WCW Championship (1 vez)2 - World Heavyweight Championship (1 vez) - WWF/E Championship (4 vezes) - WWF European Championship (1 vez) - WWF Hardcore Championship (1 vez) - WWF Intercontinental Championship (1 vez) - WWE Tag Team Championship (1 vez) – com Chris Benoit - King of the Ring (2000) - Décimo Campeão da Tríplice Coroa - Quinto Campeão do Grand Slam - WWE Hall of Fame (classe de 2017) - Wrestling Observer Newsletter - Melhor Personagem (2000) - Melhor em Entrevistas (2002) - Melhor Lutador Técnico (2002) - Rivalidade do Ano (2003) vs. Brock Lesnar - Luta do Ano com Chris Benoit vs. Edge e Rey Mysterio, No Mercy de 2002 - Maior Melhora (2000) - Lutador Mais Marcante (2001–2003) - Lutador Favorito dos Leitores (2002–2003) - Lutador da Década (década de 2000) - Lutador do Ano (2002) - Hall da Fama da WON (Classe de 2004) 1 ↑ Angle originalmente venceu ambos os títulos de duplas do único campeão, Samoa Joe. Sting venceu uma luta de quatro lutadores para se tornar o parceiro de Angle. 2 ↑ Venceu durante a Invasion. |